# Jaume Oliver i Frontera
Jaume Oliver i Frontera, Parró, conegut com a “Jim Oliver” (Santa Maria del Camí,1927- Palma, 1998) va ser un boxador i lluitador de catch.
S'inicià a la boxa amateur quan tenia 16 anys. A la seva primera etapa de boxador disputà 56 combats amb 51 victòries. Participà en l'Olimpíada de Londres de 1948. Posteriorment passà al professionalisme. Adquirí una gran popularitat com a lluitador de catch a partir de 1950. A Barcelona era conegut com “El Coloso Balear”. El 1952 obtingué el campionat d'Espanya i d'Europa. Disputà la final del campionat del món en diverses ocasions. Feu combats a Alemanya, Anglaterra, Estats Units, França i Suïssa. Es retirà el 1962.